# 1030-as évek
Évszázadok: 10. század · 11. század · 12. század
Évtizedek: 980-as évek · 990-es évek · 1000-es évek · 1010-es évek · 1020-as évek · 1030-as évek · 1040-es évek · 1050-es évek · 1060-as évek · 1070-es évek · 1080-as évek
Évek: 1030 · 1031 · 1032 · 1033 · 1034 · 1035 · 1036 · 1037 · 1038 · 1039

## A világ vezetői
- I. István magyar király (Magyar Királyság) (1000–1038† )
- Orseolo Péter magyar király (Magyar Királyság) (1038–1041)